# Uniforme militar

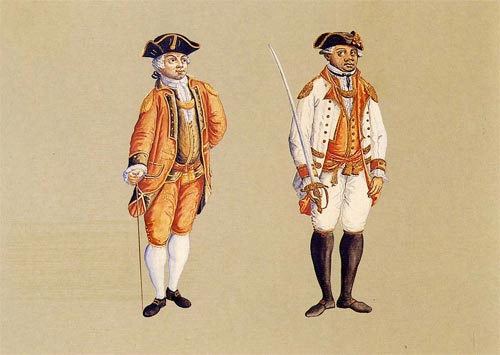
Uniformes militares

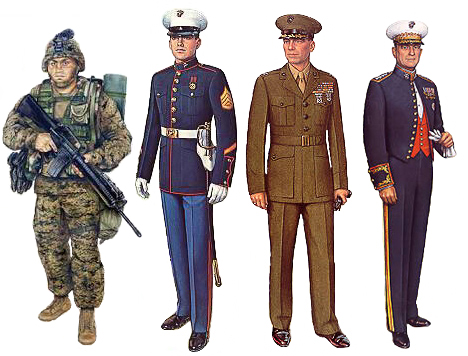
Distintos tipos de uniformes

El uniforme militar se distingue en dos versiones, por un lado están los vestuarios de ceremonia que usan los soldados en ceremonias ya sea con una autoridad importante, matrimonio, religiosas, entre otras, y luego esta la tenida de combate que es el uniforme que se utiliza en el campo de batalla. Esta tenida es similar en la mayoría de los países, utilizando el típico camuflaje bosque o pixel, aunque el color de camuflaje y otros elementos van variando de acuerdo a la geografía en donde un país utilizaría a sus soldados, esto también depende si un país tiene una política de defensa nacional disuasiva u ofensiva (si el país será el que ataque a su adversario o si solo se defenderá).

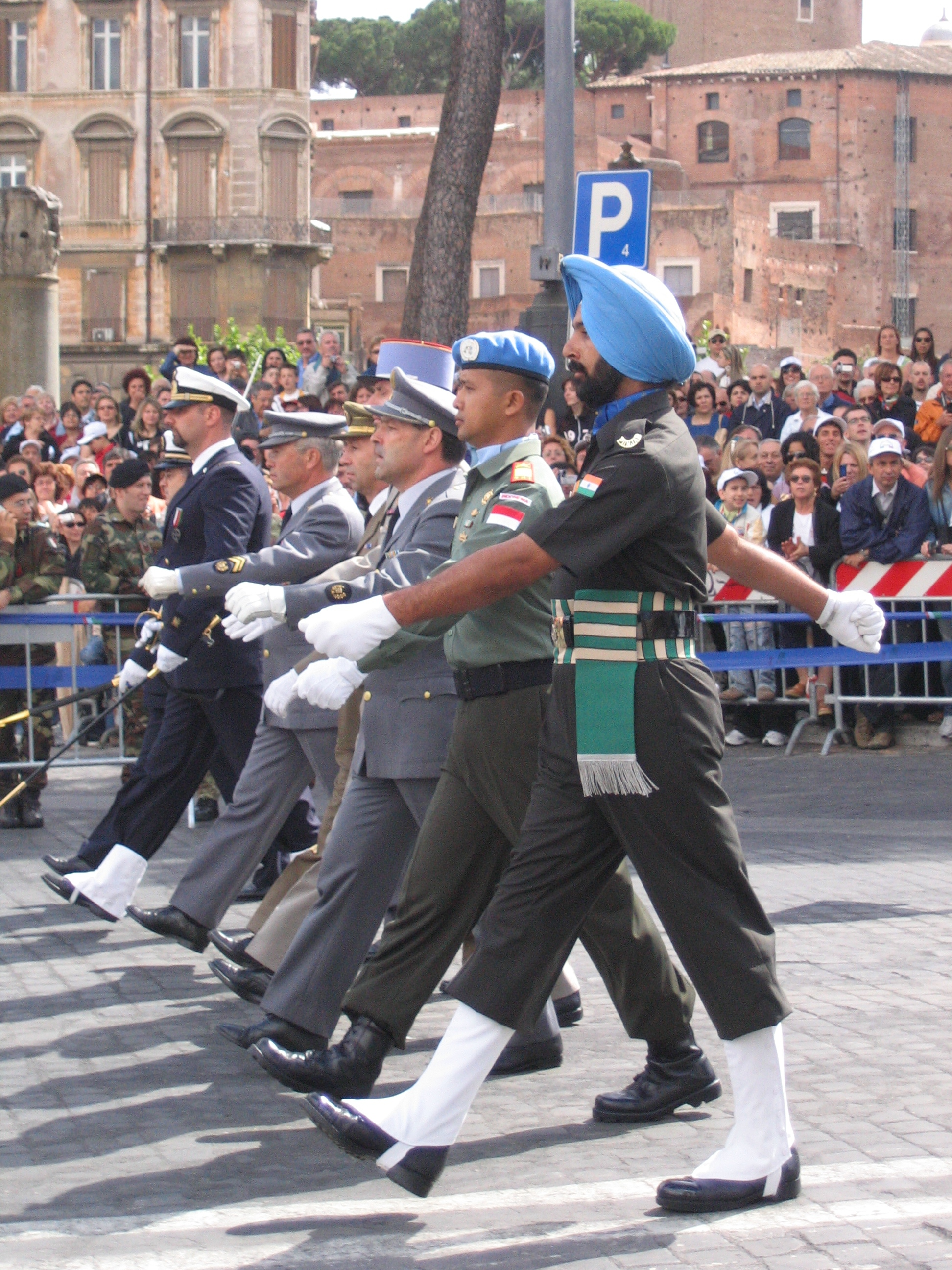
Militares italianos, franceses, españoles, portugueses, indonesios e indios uniformados durante un desfile en Roma, Italia.

Un uniforme militar es una vestimenta estandarizada que visten los miembros de las fuerzas armadas y paramilitares de varias naciones.
La vestimenta y los estilos militares han experimentado cambios significativos a lo largo de los siglos, desde la ropa ornamentada, colorida y elaborada hasta el siglo XIX, hasta los uniformes utilitarios de camuflaje para el campo y la batalla a partir de la Primera Guerra Mundial (1914-1918). Los uniformes militares en forma de indumentaria estandarizada y distintiva, destinada a la identificación y la exhibición, suelen ser un signo de fuerzas militares organizadas y equipadas por una autoridad central.
Los uniformes militares no sólo difieren según las unidades militares, sino que también suelen ofrecerse en diferentes niveles de formalidad de acuerdo con los códigos de vestimenta occidentales: uniforme de gala para ropa formal, uniforme de gala para ropa semiformal, uniforme de servicio para ropa informal y uniforme de combate (también llamado "uniforme de batalla/campo") que equivaldría a ropa informal. A veces se añaden a la categoría de ropa informal los uniformes de entrenamiento físico.

## Historia
Hay que distinguir entre uniformes y vestimenta étnica. Si un pueblo o cultura en particular favorece un estilo de vestimenta distintivo, esto podría fácilmente crear la impresión de guerreros vestidos uniformemente. La cuestión se complica aún más porque a menudo se copian los rasgos distintivos (armas, armaduras, estilo de lucha y vestimenta autóctona) de clases guerreras especialmente eficaces. Así, la distintiva y colorida indumentaria de los húsares húngaros se convirtió en un modelo para las unidades de húsares de toda Europa. Los Kilts y sporrans de los clanes de las Highlands escocesas se convirtieron en indumentaria de regimiento cuando el ejército británico empezó a reclutar soldados de estos grupos tribales.
Los combatientes mercenarios o irregulares también podían desarrollar sus propias modas, que los diferenciaban de los civiles, pero que no eran realmente uniformes. La vestimenta de los Landsknechte alemanes del siglo XVI es un ejemplo de moda militar distintiva. Unidades especiales como los zuavos desarrollaron uniformes no estándar para distinguirse de las tropas de línea.

### Antigüedad
En la Antigüedad hay constancia de algunos intentos de uniformidad en la vestimenta, que van más allá de la similitud que cabe esperar de la vestimenta étnica o tribal. Un ejemplo es la infantería española de Aníbal que vestía túnicas blancas con ribetes carmesís. Otro es el hoplita de Esparta con su atuendo rojo, atribuido por Plutarco "en parte porque parece un color varonil y en parte porque (causa) más terror entre los enemigos inexpertos". Los guerreros de terracota descubierto en la tumba del primer emperador de China (c. 200 a. C.) presentan una similitud superficial, pero un examen más detallado muestra hasta siete estilos diferentes de armadura, que no parecen haber sido estandarizados dentro de unidades separadas.

### Romanos, Roma Imperial

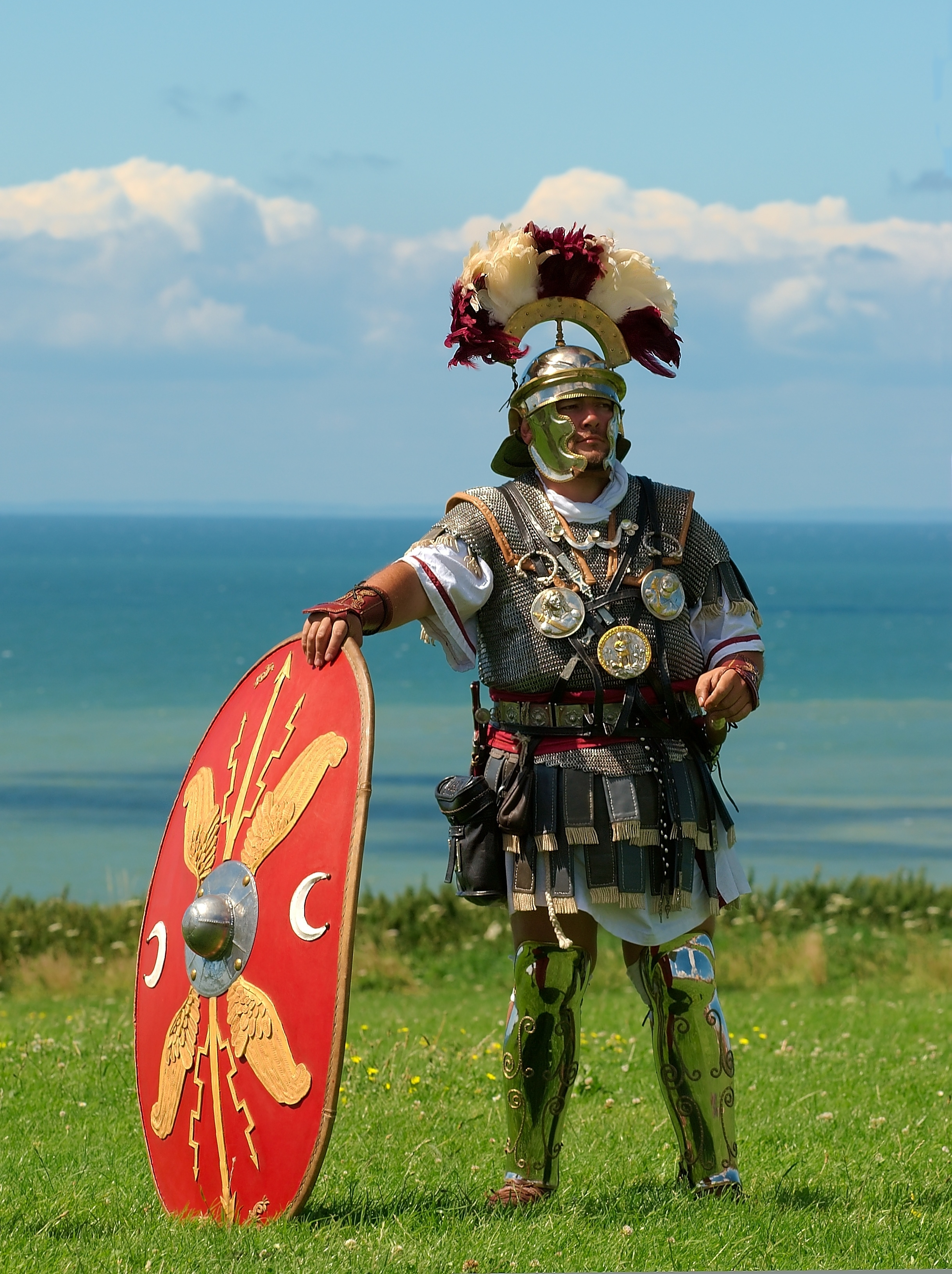
Centurión romano (Recreación histórica).

Las legiones de la República Romana y el Emperio tenían una vestimenta y armadura bastante estandarizadas, sobre todo desde aproximadamente principios y mediados del siglo I en adelante, cuando se introdujo la Lorica Segmentata (armadura segmentada). Sin embargo, la falta de una producción unificada para el ejército romano significaba que todavía había diferencias considerables en los detalles. Incluso las armaduras producidas en las fábricas estatales variaban según la provincia de origen. Fragmentos de vestimentas y pinturas murales conservadas indican que la túnica básica del soldado romano era de lana sin teñir (blanquecina) o teñida de rojo.  Se sabe que los altos mandos llevaban capas y penachos blancos. Los centuriones -los comandantes de centuria que formaban la columna vertebral de las legiones- se distinguían por las crestas transversales de sus cascos, varios ornamentos en el pecho (phaleræ) correspondientes a las medallas modernas, torques (un símbolo tomado de los galos y también utilizado como premio militar) y el bastón de vid (Vitis) que llevaban como marca de su cargo.
Aunque algunas cohortes auxiliares de finales de la época romana llevaban escudos con colores o diseños distintivos, no hay pruebas de que una legión romana se distinguiera de otra por otros rasgos que no fueran los números de las fundas de cuero que protegían sus escudos.

#### Centurión
El centurión romano del siglo I a. C. se distinguía de sus hombres por muchas cosas. Cargaba su espada del lado izquierdo. En su casco había crestas transversas de pelo de caballo y plumas. Usaba un cinturón que podía ser simple o con un diseño en relieve.

#### Infantería legionaria
Los legionarios de mediados del siglo I a. C. utilizaban una gálea como casco, llevaban la espada del lado derecho y tenían una armadura segmentada. El escudo se cubría de un tipo de madera flexible, cuero o fieltro pintado. Llevaban una túnica de color rojo o blanco.

### Roma Republicana

#### Legionario republicano
Usa el uniforme típico del siglo I, una armadura de cadenas con doble capa en los hombros. El casco es de bronce del  tipo Montefortino con una cresta de pelo de caballo. El escudo tiene forma ovalada.

#### Centurión republicano
Para distinguir al centurión de sus hombres, llevaba la espada en la cadera izquierda a diferencia de los soldados que la portaban a la derecha, y cargaba una viña torcida. Su equipo era más decorativo que el de sus hombres, y su cinturón generalmente era de hojalata.

## Numidios
Eran un pueblo del norte de África, en lo que ahora es Argelia. Sus uniformes de guerra eran simplemente túnicas de algodón blanco sin mangas con un simple cinturón de cuero. Como no usaban armaduras, constituían una caballería muy ligera.

## Dacios
Eran un pueblo de la actual Rumanía. Formaban cuerpos de infantería ligera. El uniforme se conformaba por pantalones y túnicas ligeras. Cargaban con espadas, lanza y escudos. Sus textiles eran de colores brillantes, de estampado tipo escocés o con estampados muy alegres.

## Edad Media
Los príncipes y caballeros aparecían con vivos colores representando a su reino; otros, como los "Guardias del pueblo", tenían túnicas con los colores de este. Durante los torneos, el caballero pintaba, en la parte frontal de su armadura, el escudo de armas de la familia, lo cual le distinguía tanto en nombre como en status social, pues se podía ver si era Príncipe directo, Rey, hijo del rey, Duque, hijo de duque, hasta si era un hijo bastardo. 
Mediante el yelmo en la parte superior del escudo de armas, dependiendo de la posición a la que mira el casco y el tamaño de la visera, se conoce su nivel en la sociedad. Durante las batallas los caballeros pintaban sus emblemas como un distintivo, incluso agregando penachos de colores y grandes figuras de animales míticos, con el fin de poder distinguirse en una anárquica batalla.

### Época postclásica
El sistema feudal de Europa Occidental ofrecía ejemplos de rasgos distintivos que denotaban la lealtad a uno u otro señor. Sin embargo, rara vez iban más allá de los colores y motivos pintados en los escudos o bordados en los abrigos. Órdenes de monjes militares como los Caballeros Templarios o los Hospitaller vestían respectivamente mantos blancos (con cruces rojas en el hombro) y de negro (más tarde rojo con cruces blancas)  sobre el modelo habitual de armadura para sus periodos. En las postrimerías de la Edad Media empezaron a darse casos de prendas estandarizadas para campañas concretas. Ejemplos ingleses fueron las casacas blancas que llevaban las levas de Norfolk reclutadas en 1296 y la indumentaria verde y blanca que identificaba a los arqueros de Cheshire durante el siglo XIV.
Las tropas regulares temáticas (provinciales) y tagma (centrales) del Imperio bizantino (romano de Oriente) son los primeros soldados conocidos que tuvieron lo que hoy se consideraría identificación regimental o de unidad. Durante el siglo X, se tiene constancia de que cada una de las "bandas" de caballería que componían estas fuerzas llevaba penachos y otros distintivos de un color característico. Los oficiales llevaban un fajín en la cintura o pekotarion, que podía ser de distintos colores según el rango.

## Uniformes modernos

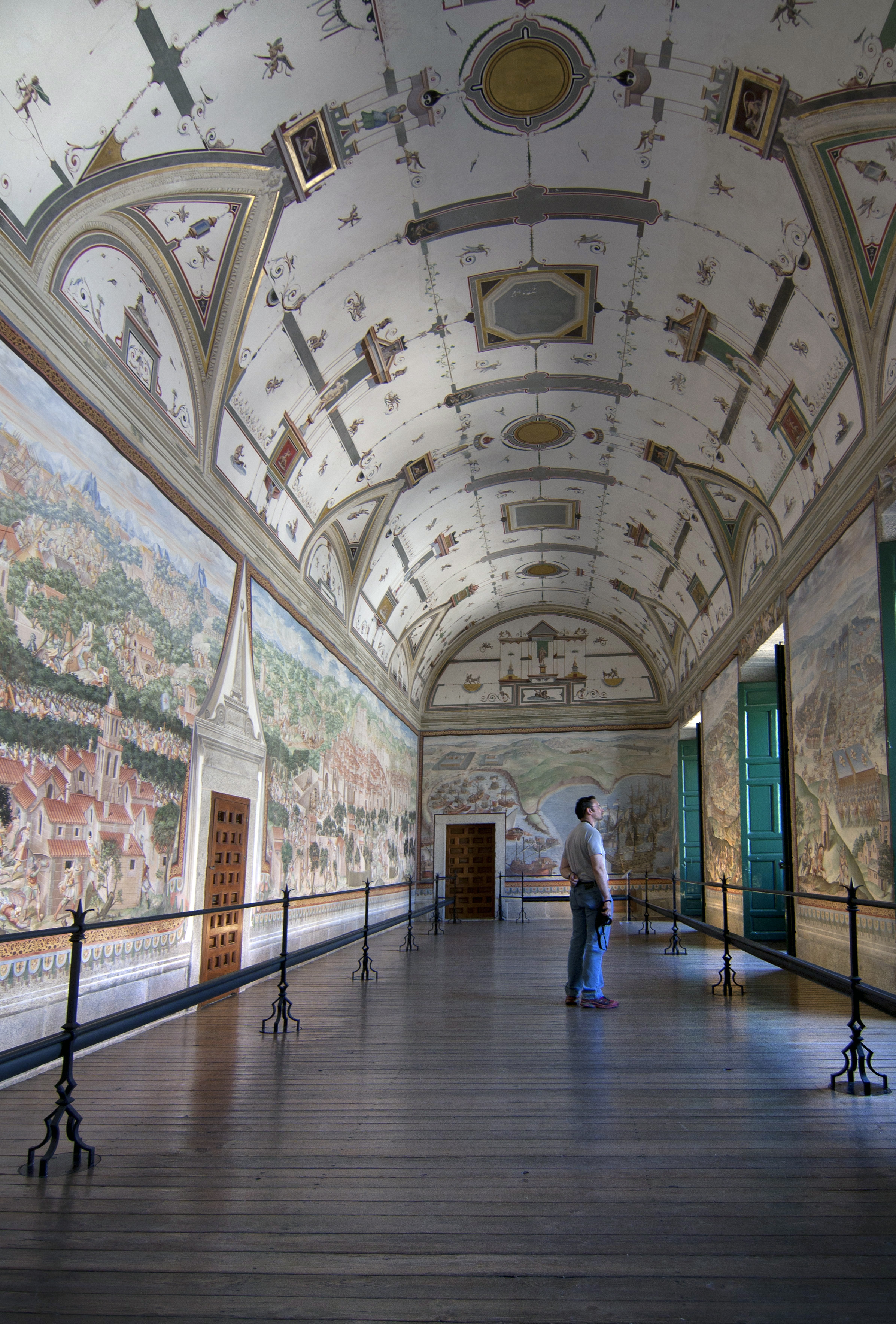
Uniformes de las tropas del Rey en los frescos y tapices del Monasterio de El Escorial.

A partir de las antiguas Libreas usadas por las tropas privadas de Caudillos nobles y éstas ser concentradas y puestas al Servicio Real, se unificaron éstos para pasar a llevar los de distintas dinastías reales en los diversos reinos más o menos unificados de Europa.
Al igual que la Guardia Imperial China mantenía ya una uniformidad, la dinastía de los Habsburgos procuró proveer a sus tropas de una uniformidad basada en los colores que ya llevaban sus diferentes tropas en los respectivos territorios, y cuando no iban provistos de una escarapela o banda divisa de gules sobre el uniforme, este consistía principalmente en el gules y gualda de las Coronas Españolas.  
Representaciones de las distintas variedades hechas sobre estas libreas se pueden ver en la Galería de las Batallas del Palacio Convento de El Escorial, donde también se pueden apreciar los uniformes de los diferentes contingentes italianos y alemanes entre otras tropas sin uniformar.
Los uniformes modernos se dan cuando estos reinos forman grandes ejércitos, ya que se tenía que reconocer no solo a un hombre, sino a miles de ellos y a sus diferentes grados. Las primeras pistas de esto se advierten en la época de Luis XVI. Durante la guerra de los Treinta Años, era común que los hombres llevaran su propia ropa. Era nulo el equipo que se daba; desde luego era un desastre. Es en esta época cuando empieza la uniformidad de las tropas. Los lanceros, por ejemplo, son equipados con un grueso peto, un casco de metal, gorjal, son armados con grandes lanzas y rapiers, muchos otros fueron armados de la misma manera pero con espadas y escudos redondos. Se da una nueva manera de pelear, los Mosqueteros, que portaban largos y pesados rifles de pólvora, los cuales tenían que ser soportados por una horquilla para poder apuntar; a estos se les daban unos largos cinturones con las polvoreras y los plomos, casi nunca tenían armaduras, solamente una chaqueta de cuero y un sombrero ancho. 
Durante estas guerras hubo muchos cambios, por ejemplo, Federico Adolfo equipó a sus fusileros suizos con armas más ligeras y eliminó las bandoleras introduciendo pequeñas cargas de pólvora en cilindros. Y de nuevo aparecen los colores en las casacas, pero esto siempre con un estilo de civil. A partir de 1710 los uniformes rompen completamente con la similitud de la ropa civil. Los abrigos aparecen con un doble pecho en colores diferentes a la tela. Los botones tenían los emblemas de los reinos y según su número era su rango. Las armaduras son dictadas como moda por la caballería, se implementan las cintas de colores a la cintura con finos remates en hilo de oro. Los cintos de cuero cruzan los pechos en colores blancos o negros. 
A Federico Guillermo I de Prusia se le atribuye el primer ejército moderno de la historia, y sin duda fue el creador de una regularización de tropas marcadas y concentradas en grandes formaciones de hombres, seguramente el ejército más grande de su época. Su hijo Federico II de Prusia, "el rey poeta", es quien modifica muchos métodos, como las descargas en deshoras. Esto consistía en atacar al enemigo en horas que no se peleaba. En esa época los combates comenzaban después del desayuno y terminaban antes de ponerse el sol.

## 1805-1850
Los cambios son radicales, aparecen nuevas combinaciones, camisas, abrigos, casacas, nace el chacó, un casco de cuero que tenía al frente el escudo del país en metales dorados o plateados, se retoman las plumas y distintivos de aquellos antiguos yelmos.
Aquí se dan esos grandes sombreros, para engañar al enemigo con la altura del atacante. A finales del siglo XIX nace el casco de pico, conocido como pickelhaube. Un casco en cuero con el emblema del país en metales dorado o plateado y dos pequeñas ruedas a los lados, las cuales servían como identificadores de la división y el lugar del que provenían; también los de lana, que eran más ligeros. Es importante destacar que el pico era asimismo un distintivo de rango, cuanto más alto, más importante el que lo portaba. Si el casco tenía una bola en lugar de pico, era de artillería, si tenía plumas de caballería, ulanos, dragones, etc.

## SigloXX
Se modifican los distintivos tratando de ser más prácticos los uniformes y los materiales. Es quizá esta época la que retoma el símbolo de las condecoraciones, en diferentes metales para denotar las acciones bélicas de sus hombres. Recordemos que desde el siglo X ya los japoneses ponían pequeñas marcas de tela en la ropa de sus guerreros, pero el espíritu puro de la condecoración como hoy la conocemos se establece cuando se dan a las tropas medallas como "el término de la Gran Guerra", otorgada a los franceses y oficiales aliados en el conflicto 1914-1918.
En este siglo también nacen las condecoraciones promoviendo al soldado, no solo a los grandes oficiales.
En ninguno de los siglos anteriores el uniforme militar sufrió tantos cambios como en el siglo XX: desde el húsar azul con pantalón rojo escarlata, espadín de gala y tocado de pluma de un oficial austriaco de la Primera Guerra Mundial, hasta el camuflaje de Vietnam, llegando a las telas inteligentes de hoy en día.

## 1914-1939
Los cambios son quizá los más importantes a la fecha: nace el camuflaje, los cascos de guerra son estándar y todos de metal. Adoptando la tecnología de la época para poder proteger al soldado de balas y metralla, se busca ya no la impresión visual del enemigo, sino por el contrario el pasar desapercibidos uniformando a los soldados en colores verde y caqui (o el color adecuado, de acuerdo al entorno, para pasar desapercibidos) los abrigos, chamarras, pantalones, que son equipados con bolsas para poder guardar más equipo, ya que el armamento es más sofisticado y el soldado tiene que tener más espacio para portarlo y al mismo tiempo defenderse. 
En España, la adopción de este uniforme empieza a ensayarse tras la Primera Guerra Mundial, por vía de ensayo, hasta que en 1926 se adopta el denominado "Uniforme único", pasando los uniformes predominantemente azules para los días de gala.
Las espadas están obsoletas. Solo se utilizan en actos de gala, y su lugar lo toman las pistolas, las cuales solo eran parte del uniforme de oficial, pues este no puede dar órdenes con las manos si carga un pesado fusil. Se añaden bayonetas, navajas y otras armas cortas. Por lo general, el soldado actual emplea armas ligeras, tales como revólveres, pistolas, subfusiles, escopetas, carabinas, fusiles de asalto, rifles, ametralladoras ligeras, ametralladoras de uso general, ametralladoras medianas y granadas de mano.
Prácticamente desaparecen los chacós, ahora se usan las gorras de marcha, y los sacos de tela son más frescos y cómodos y cumplen el propósito de marcialidad, así como la distinción de regimiento y batallón y arma a la que pertenece el que lo porta. En esta época los ejércitos introducen numerosos cambios.
También hay otros grandes cambios: los grados. Anteriormente, se distinguían por los colores y detalles en los uniformes. A partir de ahora se usan sombreros, gorgets y marcas en las espadas.
En los últimos años se están desarrollando los llamados "trajes digitales", ya que por medio de cámaras y aparatos inteligentes, que pueden detectar al soldado en combate, los científicos e ingenieros fabricantes de armas han logrado reducir un gran número de bajas en los combates.